# Лубенець (річка)
Лубенець (рос. Лубенец) — річка в Україні, у Овруцькому й Олевському районах Житомирської області. Права притока Пержанки, (басейн Дніпра).

## Опис
Довжина річки приблизно 15,47 км, найкоротша відстань між витоком і гирлом — 12,12 км, коефіцієнт звивистості річки — 1,28. Формується багатьма безіменними струмками, річкою Селівонихою та загатами.

## Розташування
Бере початок на південно-західній стороні від села Городець в урочищі Божок. Тече переважно на південний захід заболоченим мішаним лісом понад селом Усове і у селі Рудня-Озерянська впадає у річку Пержанку, праву притоку Перги.
Витік річки знаходиться у передгір'ї Словеченсько-Овруцького кряжу, порослому густим лісом. Річка починається у глибокому яру-каньйоні між урочищами Жало, Косяк і Кам'яне у виступах Овруцького пісковика, що утворює хаотичні нагромадження еолових форм рельєфу - пагорбів неправильної форми та розсипів валунів.

## Притоки
- Селівониха (ліва).